# Liste der Kreisstraßen im Landkreis Breisgau-Hochschwarzwald
Diese Liste enthält die Kreisstraßen im baden-württembergischen Landkreis Breisgau-Hochschwarzwald.

## Abkürzungen
- K: Kreisstraße
- L: Landesstraße

## Liste
Die Kreisstraßen behalten die ihnen zugewiesene Nummer nicht bei einem Wechsel in einen anderen Stadt- oder Landkreis. Nicht vorhandene bzw. nicht nachgewiesene Kreisstraßen sind kursiv gekennzeichnet, ebenso Straßen und Straßenabschnitte, die unabhängig vom Grund (Herabstufung zu einer Gemeindestraße oder Höherstufung) keine Kreisstraßen mehr sind.
Der Straßenverlauf wird in der Regel von Nord nach Süd und von West nach Ost angegeben.
| Nr.    | Verlauf |
| ------ | --- |
| K 4900 | Breitnau – |
| K 4902 | K 4985 in Langenordnach – Schwärzenbach – K 4903 – L 172 |
| K 4903 | K 4902 in Schwärzenbach – Schollach – L 172 |
| K 4904 | (K 5735 im Schwarzwald-Baar-Kreis) – Kreisgrenze – K 4993 in Oberbränd |
| K 4905 | L 172 in Bubenbach – K 4906 – Kreisgrenze – (K 5735 im Schwarzwald-Baar-Kreis)                                                                                             |
| K 4906 | K 4905 in Bubenbach – Kreisgrenze – (K 5736 im Schwarzwald-Baar-Kreis) |
| K 4907 | L 128 – in Thurner |
| K 4908 | L 127 in St. Peter – L 127 |
| K 4909 | (K 9857 in Freiburg im Breisgau) – Kreisgrenze – L 126 – Kirchzarten – K 4910 – L 127 – K 4910 – Burg am Wald – Unteribental – Gemeindegrenze                              |
| K 4910 | K 4909 in Kirchzarten – K 4909 in Kirchzarten |
| K 4911 | (K 9857 in Freiburg im Breisgau) – Kreisgrenze – L 126 – Kirchzarten – K 4910 – L 127                                                                                      |
| K 4912 | L 134 in Hartheim am Rhein – K 4935 – K 4934 – – Hausen an der Möhlin – Kreisgrenze – (K 9858 in Freiburg im Breisgau)                                                     |
| K 4915 | K 4917 in Gundelfingen – Wildtal – Vorstädtle – Kreisgrenze – (K 9851 in Freiburg im Breisgau)                                                                             |
| K 4917 | (K 5131 im Landkreis Emmendingen) – Kreisgrenze – / – Gundelfingen – K 4915 – Kreisgrenze – (K 9852 in Freiburg im Breisgau)                                               |
| K 4918 | (K 5133 im Landkreis Emmendingen) – Kreisgrenze – Heuweiler |
| K 4919 | L 112 – Föhrental |
| K 4920 | L 187 in Holzhausen – Kreisgrenze – (K 5141 im Landkreis Emmendingen) |
| K 4921 | K 4978 in Hugstetten – Kreisgrenze – (K 9856 in Freiburg im Breisgau) |
| K 4922 | (K 5127 im Landkreis Emmendingen) – Kreisgrenze – L 115 in Oberbergen |
| K 4923 | (K 5128 im Landkreis Emmendingen) – Kreisgrenze – Bischoffingen – K 4924 – K 4925 – L 115 in Oberrotweil                                                                   |
| K 4924 | L 104 – K 4923 in Bischoffingen |
| K 4925 | Burkheim am Kaiserstuhl – L 104 – K 4923 in Oberrotweil |
| K 4926 | L 115 in Niederrotweil – K 4927 in Achkarren-Kreuzmatten |
| K 4927 | L 115 in Oberrotweil – Bickensohl – Achkarren – K 4926 – Achkarren-Kreuzmatten – K 4928 – L 104                                                                            |
| K 4928 | K 4927 in Achkarren-Kreuzmatten – L 114 |
| K 4929 | L 114 in Wasenweiler – K 4979 in Merdingen |
| K 4930 | L 134 in Ihringen – K 4979 in Merdingen |
| K 4931 | K 4979 – Niederrimsingen – Oberrimsingen – K 4999 – K 4932 – |
| K 4932 | K 4931 in Oberrimsingen – L 134 in Grezhausen |
| K 4933 | Rheinufer – L 134 |
| K 4934 | K 4912 – K 4935 in Feldkirch |
| K 4935 | K 4912 in Hartheim am Rhein – Feldkirch – K 4934 – Schlatt – K 4938 – K 4939                                                                                               |
| K 4936 | K 4981 in Biengen – L 120 – Dottighofen – K 4939 in Schlatt |
| K 4937 | K 4980 in Mengen – K 4981 in Biengen |
| K 4938 | K 4983 in Bremgarten – K 4935 in Schlatt |
| K 4939 | L 120 – K 4936 – Schlatt – K 4935 – K 4983 in Tunsel |
| K 4940 | K 4983 in Tunsel – Eschbach – K 4942 – K 4941 in Heitersheim |
| K 4941 | L 134 – K 4942 – Heitersheim – K 4940 – – K 4943 – Dottingen – L 125 – Sulzburg                                                                                            |
| K 4942 | Flugplatz Bremgarten – Eschbach – K 4940 – /L 129 |
| K 4943 | K 4941 in Heitersheim – Wettelbrunn – L 129 |
| K 4944 | L 134 – Grißheim – Buggingen – – K 4945 – L 125 in Britzingen |
| K 4945 | K 4944 – Dattingen |
| K 4946 | L 134 – Müllheim – K 4984 – L 132 |
| K 4947 | L 132 in Niederweiler – Lipburg |
| K 4948 | L 140 – Kreisgrenze – (K 6314 im Landkreis Lörrach) – Kreisgrenze – Kreisstraße ohne Anschluss an eine klassifizierte Straße – Kreisgrenze – (K 6314 im Landkreis Lörrach) |
| K 4949 | L 122 in Ehrenstetten – L 125 |
| K 4950 | in Norsingen – K 4981 |
| K 4951 | Scherzingen – |
| K 4952 | L 125 – Öhlinsweiler – Pfaffenweiler – L 125 |
| K 4953 | L 125 – Ebringen – Berghausen |
| K 4954 | Wittnau – L 122 |
| K 4955 | L 124 in Bohrer – Langackern – Horben |
| K 4956 | L 122 – Sankt Ulrich im Schwarzwald – Geiersnest – Gerstenhalm |
| K 4957 | (K 9854 in Freiburg im Breisgau) – Kreisgrenze – Gießhübel – K 4958 – Sorbaum – L 123                                                                                      |
| K 4958 | K 4957 in Gießhübel – L 124 |
| K 4959 | L 126 – St. Wilhelm – Küfermateshof |
| K 4960 | L 126 in Oberried – Winterhalterhof – Zastler – Hintere Zastler |
| K 4961 | / – Hinterzarten |
| K 4962 | / – Titisee – Bühlhof – Behabühl – Vorder-Bärental – in Unter- und Mittel-Bärental                                                                                         |
| K 4963 | Saig – |
| K 4964 | L 156 in Neustadt im Schwarzwald – – K 4965 – K 4992 in Friedenweiler |
| K 4965 | L 156 in Neustadt im Schwarzwald – Rudenberg – K 4964 |
| K 4966 | Blasiwald – Eisenbreche – |
| K 4967 | K 4988 in Dresselbach – Kreisgrenze – (K 6520 im Landkreis Waldshut) – Kreisgrenze – Faulenfürst – K 4968 – L 170                                                          |
| K 4968 | K 4988 in Schluchsee – Faulenfürst – K 4967 – Kreisgrenze – (K 6519 im Landkreis Waldshut)                                                                                 |
| K 4969 | K 4988 – Grünwald – |
| K 4970 | L 156 – K 4988 in Schluchsee |
| K 4972 | L 170 – Seppenhofen – K 4992 – K 4973 – Bachheim – Unadingen – |
| K 4973 | K 4972 – K 4992 in Reiselfingen |
| K 4974 | K 4994 – Kreisgrenze – (K 5738 im Schwarzwald-Baar-Kreis) |
| K 4975 | K 4989 in Schönenbach – Kreisgrenze – (K 6501 im Landkreis Waldshut) |
| K 4976 | L 115 in Oberbergen – Schelingen – Kreisgrenze – (K 5140 im Landkreis Emmendingen)                                                                                         |
| K 4977 | L 114 in Bötzingen – L 116 |
| K 4978 | L 116 in Hugstetten – K 4921 – Kreisgrenze – (K 9860 in Freiburg im Breisgau)                                                                                              |
| K 4979 | – Gündlingen – L 134 – K 4931 – Merdingen – K 4930 – K 4929 – Kreisgrenze – (K 9853 und K 9861 in Freiburg im Breisgau) – Kreisgrenze – Umkirch – /L 116                   |
| K 4980 | (K 9862 in Freiburg im Breisgau) – Kreisgrenze – K 4937 – Mengen – L 187 – in Schallstadt                                                                                  |
| K 4981 | L 120 – Biengen – K 4937 – K 4936 – Offnadingen – L 187 – – K 4950 – L 125                                                                                                 |
| K 4982 | in Bad Krozingen – L 125 |
| K 4983 | L 134 in Bremgarten – K 4938 – K 4940 – Tunsel – K 4939 – – Schmidhofen – L 129                                                                                            |
| K 4984 | K 4946 in Müllheim – Vögisheim – Feldberg – Kreisgrenze – (K 6342 im Landkreis Lörrach)                                                                                    |
| K 4985 | – Waldau – Langenordnach – K 4902 – L 156 in Neustadt im Schwarzwald |
| K 4986 | L 133 in Stegen – Zarten – L 127 |
| K 4987 | (K 5752 im Schwarzwald-Baar-Kreis) – Kreisgrenze – Glashütte – L 128 |
| K 4988 | in Schluchsee – K 4968 – K 4970 – Dresselbach – K 4967 – K 4969 – Kreisgrenze – (K 6592 im Landkreis Waldshut)                                                             |
| K 4989 | in Seebrugg – Schönenbach – K 4975 – Kreisgrenze – (K 6594 im Landkreis Waldshut)                                                                                          |
| K 4990 | – Raitenbuch – L 156 in Lenzkirch |
| K 4991 | – Altglashütten – Falkau – Vorderfalkau – |
| K 4992 | L 182 – Friedenweiler – Rötenbach – L 192 – Löffingen – L 170 – Seppenhofen – K 4972 – Reiselfingen – K 4973 – L 170                                                       |
| K 4993 | L 172 in Eisenbach (Hochschwarzwald) – Oberbränd – K 4904 – Kreisgrenze – (K 5740 im Schwarzwald-Baar-Kreis)                                                               |
| K 4994 | (K 5737 im Schwarzwald-Baar-Kreis) – Kreisgrenze – K 4974 – Dittishausen – /L 170 in Löffingen                                                                             |
| K 4995 | L 114 – Gottenheim – /L 115 |
| K 4996 | L 124 – Hofsgrund – L 126 |
| K 4997 | (K 9863 in Freiburg im Breisgau) – Kreisgrenze – Leutersberg – |
| K 4998 | – L 134 |
| K 4999 | – Oberrimsingen – K 4931 – Kreisgrenze – (K 9864 in Freiburg im Breisgau)                                                                                                  |